# Poporul māori

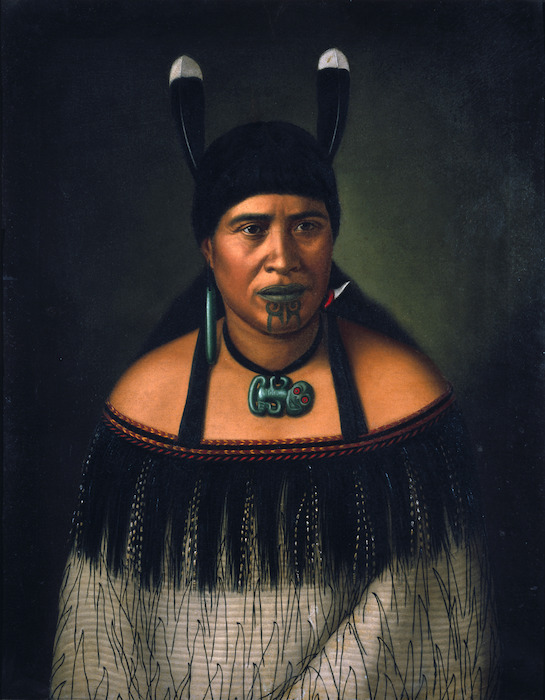

Termenul maori (scris și māori; pronunție în limba maori: [ˈmaːɔɾi]) se referă la populația indigenă polineziană din Noua Zeelandă și la limba vorbită de aceștia.